# Adolf Wamper
Adolf Wamper (23 de junio de 1901, Würselen - 22 de mayo de 1977, Essen) fue un escultor alemán. Sus obras estuvieron ligadas al realismo. Fue director artístico de la Universidad Folkwang de las Artes. 

## Datos biográficos
En 1935, con 34 años de edad diseñó en Berlín, junto al arquitecto Paul Baumgarten, la ópera de Berlín-Charlottenburg  Pronto fue considerado uno de los representantes de la corriente nacionalsocialista de arte y en 1936 realizó un relieve para el Estadio Olímpico de Berlín. Después de muchos encargos oficiales, su escultura Genio la de la Victoria (Genius des Sieges) de 1940, fue presentada al público en la Exposición de Arte Alemán(de:) de Munich. Wamper fue amigo de otros artistas de la época, como Arno Breker y Josef Thorak. 
En la fase final de la Segunda Guerra Mundial, en agosto de 1944, fue incluido por Adolf Hitler en la Gottbegnadeten-Liste de artistas visuales más importantes, lo que le permitió permanecer en retaguardia. Su obra más famosa es la , "Virgen Negra de Remagen", que hizo del barro de la prisión de "Goldene Meile".
Desde 1948 la cabeza Wamper estuvo al frente de la cátedra de escultura en la Escuela Folkwang de Essen (de:). En 1970, se retiró con el título de Profesor.